# بیلی لنزداون
بیلی لنزداون (انگلیسی: Billy Lansdowne؛ زادهٔ ۲۸ آوریل ۱۹۵۹) یک بازیکن فوتبال اهل بریتانیا است.